# Rally Príncipe de Asturias de 2004
El Rally Príncipe de Asturias de 2004, oficialmente 41.º Rally Príncipe de Asturias, fue la cuadragésimo primera edición y la séptima cita de la temporada 2004 del Campeonato de España de Rally. Se celebró del 11 al 12 de septiembre y contó con un itinerario de catorce tramos que sumaban un total de 240 km cronometrados.

## Itinerario
| Día   | Tramo | Nombre          | Distancia | Ganador              | Tiempo  | Líder         |
| ----- | ----- | --------------- | --------- | -------------------- | ------- | ------------- |
| Día 1 | TC1   | La Rasa 1       | 8.74 km   | Alberto Hevia        | 5:50.1  | Alberto Hevia |
| Día 1 | TC2   | Orizón 1        | 14.88 km  | Alberto Hevia        | 9:02.1  | Alberto Hevia |
| Día 1 | TC3   | Libardón 1      | 27.03 km  | Joan Vinyes          | 19:13.2 | Alberto Hevia |
| Día 1 | TC4   | La Rasa 2       | 8.74 km   | Alberto Hevia        | 5:46.1  | Alberto Hevia |
| Día 1 | TC5   | Orizón 2        | 14.88 km  | Alberto Hevia        | 8:56.1  | Alberto Hevia |
| Día 1 | TC6   | Libardón 2      | 27.03 km  | Alberto Hevia        | 18:37.8 | Alberto Hevia |
| Día 1 | TC7   | Orizón 3        | 14.88 km  | Alberto Hevia        | 8:52.1  | Alberto Hevia |
| Día 1 | TC8   | Libardón 3      | 27.03 km  | Alberto Hevia        | 18:50.4 | Alberto Hevia |
| Día 2 | TC9   | Carbayin 1      | 12.25 km  | Alberto Hevia        | 9:22.9  | Alberto Hevia |
| Día 2 | TC10  | La Faya 1       | 14.66 km  | Sergio Vallejo       | 10:20.7 | Alberto Hevia |
| Día 2 | TC11  | Santa Bárbara 1 | 21.49 km  | Sergio López-Fombona | 17:00.0 | Alberto Hevia |
| Día 2 | TC12  | Carbayin 2      | 12.25 km  | Enrique García Ojeda | 8:52.7  | Alberto Hevia |
| Día 2 | TC13  | La Faya 2       | 14.66 km  | Enrique García Ojeda | 9:53.5  | Alberto Hevia |
| Día 2 | TC14  | Santa Bárbara 2 | 21.49 km  | Enrique García Ojeda | 16:27.9 | Alberto Hevia |

## Clasificación final
| Pos. | Piloto                | Copiloto               | Automóvil                  | Tiempo         | Diferencia |
| ---- | --------------------- | ---------------------- | -------------------------- | -------------- | ---------- |
| 1.   | Alberto Hevia         | Alberto Iglesias       | Renault Clio S1600         | 2:48:38.0      | 0.0        |
| 2.   | Enrique García Ojeda  | Luisa Raquel Fernández | Peugeot 206 S1600          | 2:50:04.5 1:00 | +1:26.5    |
| 3.   | Sergio Vallejo        | Diego Vallejo          | Fiat Punto S1600           | 2:50:14.3      | +1:36.3    |
| 4.   | Santi Concepción      | Víctor del Rosario     | Citroën C2 S1600           | 2:52:59.4      | +4:21.4    |
| 5.   | Pedro Burgo           | Marcos Burgo           | Mitsubishi Lancer Evo VIII | 2:53:16.6      | +4:38.6    |
| 6.   | Miguel Martínez-Conde | Adrián Ruiz            | Mitsubishi Lancer Evo VIII | 2:54:01.6      | +5:23.6    |
| 7.   | Rantur                | Roberto González       | Fiat Punto S1600           | 2:55:27.8      | +6:49.8    |
| 8.   | Esteban Vallín        | Fermín Busta           | Peugeot 206 XS             | 2:59:02.1      | +10:24.1   |
| 9.   | David Colldecarrera   | Xavier Lozano          | Peugeot 206 XS             | 2:59:36.9      | +10:58.9   |
| 10.  | Amador Vidal          | Francisco Lema         | Peugeot 206 XS             | 2:59:39.7      | +11:01.7   |